# وانگلاو
وانگلاو (به آلمانی: Wangelau) یک شهر در آلمان است که در هرتسوگتوم لاونبورگ واقع شده‌است.
 وانگلاو  ۲۰۷ نفر جمعیت دارد.